# Sportlövészet az 1952. évi nyári olimpiai játékokon
Az 1952. évi nyári olimpiai játékokon a sportlövészetben hét versenyszámot rendeztek.

## Éremtáblázat
(A rendező ország csapata és a magyar érmesek eltérő háttérszínnel, az egyes számoszlopok legmagasabb értéke, vagy értékei vastagítással kiemelve.)
| Az 1952. évi nyári olimpiai játékok éremtáblázata sportlövészetben | Az 1952. évi nyári olimpiai játékok éremtáblázata sportlövészetben | Az 1952. évi nyári olimpiai játékok éremtáblázata sportlövészetben | Az 1952. évi nyári olimpiai játékok éremtáblázata sportlövészetben | Az 1952. évi nyári olimpiai játékok éremtáblázata sportlövészetben | Olimpia  |
| ------------------------------------------------------------------ | ------------------------------------------------------------------ | ------------------------------------------------------------------ | ------------------------------------------------------------------ | ------------------------------------------------------------------ | -------- |
|                                                                    | Ország                                                             | Arany                                                              | Ezüst                                                              | Bronz                                                              | Összesen |
| 1.                                                                 | Norvégia (NOR)                                                     | 2                                                                  | 0                                                                  | 0                                                                  | 2        |
| 2.                                                                 | Szovjetunió (URS)                                                  | 1                                                                  | 1                                                                  | 2                                                                  | 4        |
| 3.                                                                 | Magyarország (HUN)                                                 | 1                                                                  | 1                                                                  | 1                                                                  | 3        |
| 4.                                                                 | Egyesült Államok (USA)                                             | 1                                                                  | 0                                                                  | 1                                                                  | 2        |
| 4.                                                                 | Románia (ROU)                                                      | 1                                                                  | 0                                                                  | 1                                                                  | 2        |
| 6.                                                                 | Kanada (CAN)                                                       | 1                                                                  | 0                                                                  | 0                                                                  | 1        |
|                                                                    |                                                                    |                                                                    |                                                                    |                                                                    |          |
| 7.                                                                 | Svédország (SWE)                                                   | 0                                                                  | 2                                                                  | 1                                                                  | 3        |
| 8.                                                                 | Finnország (FIN)                                                   | 0                                                                  | 1                                                                  | 1                                                                  | 2        |
| 9.                                                                 | Svájc (SUI)                                                        | 0                                                                  | 1                                                                  | 0                                                                  | 1        |
| 9.                                                                 | Spanyolország (ESP)                                                | 0                                                                  | 1                                                                  | 0                                                                  | 1        |
|                                                                    |                                                                    |                                                                    |                                                                    |                                                                    |          |
| Összesen                                                           | Összesen                                                           | 7                                                                  | 7                                                                  | 7                                                                  | 21       |

## Érmesek
| Az 1952. évi nyári olimpiai játékok érmesei sportlövészetben |                                              |                                               |                                               |
| Versenyszám                                                  | Arany                                        | Ezüst                                         | Bronz                                         |
| Gyorstüzelő pisztoly 30 m                                    | Takács Károly · Magyarország (HUN) · 579     | Kun Szilárd · Magyarország (HUN) · 578        | Gheorghe Lichiardopol · Románia (ROU) · 578   |
| Szabadpisztoly                                               | Huelet Benner · Egyesült Államok (USA) · 553 | Ángel León Gozalo · Spanyolország (ESP) · 550 | Balogh Ambrus · Magyarország (HUN) · 549      |
| Kisöbű puska fekvö 50 m.                                     | Iosif Sîrbu · Románia (ROU) · 400 VCS        | Borisz Andrejev · Szovjetunió (URS) · 400 VCS | Arthur Jackson · Egyesült Államok (USA) · 399 |
| Kisöbű puska összetett                                       | Erling Kongshaug · Norvégia (NOR) · 1164     | Vilho Ylönen · Finnország (FIN) · 1164        | Borisz Andrejev · Szovjetunió (URS) · 1163    |
| Nagyöbű puska 300 m. összetett                               | Anatolij Bogdanov · Szovjetunió (URS) · 1123 | Robert Bürchler · Svájc (SUI) · 1120          | Lev Vajnstyejn · Szovjetunió (URS) · 1109     |
| Futócél                                                      | John Larsen · Norvégia (NOR) · 545           | Olof Sköldberg · Svédország (SWE) · 539       | Tauno Mäki · Finnország (FIN) · 539           |
| Trap                                                         | George Generaux · Kanada (CAN) · 192         | Knut Holmqvist · Svédország (SWE) · 191       | Hans Liljedahl · Svédország (SWE) · 190       |